# Trichorhina boneti
Trichorhina boneti är en kräftdjursart som beskrevs av Rioja 1956. Trichorhina boneti ingår i släktet Trichorhina och familjen myrbogråsuggor. Inga underarter finns listade i Catalogue of Life.